# Théodore Deck

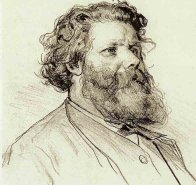
Théodore Deck.

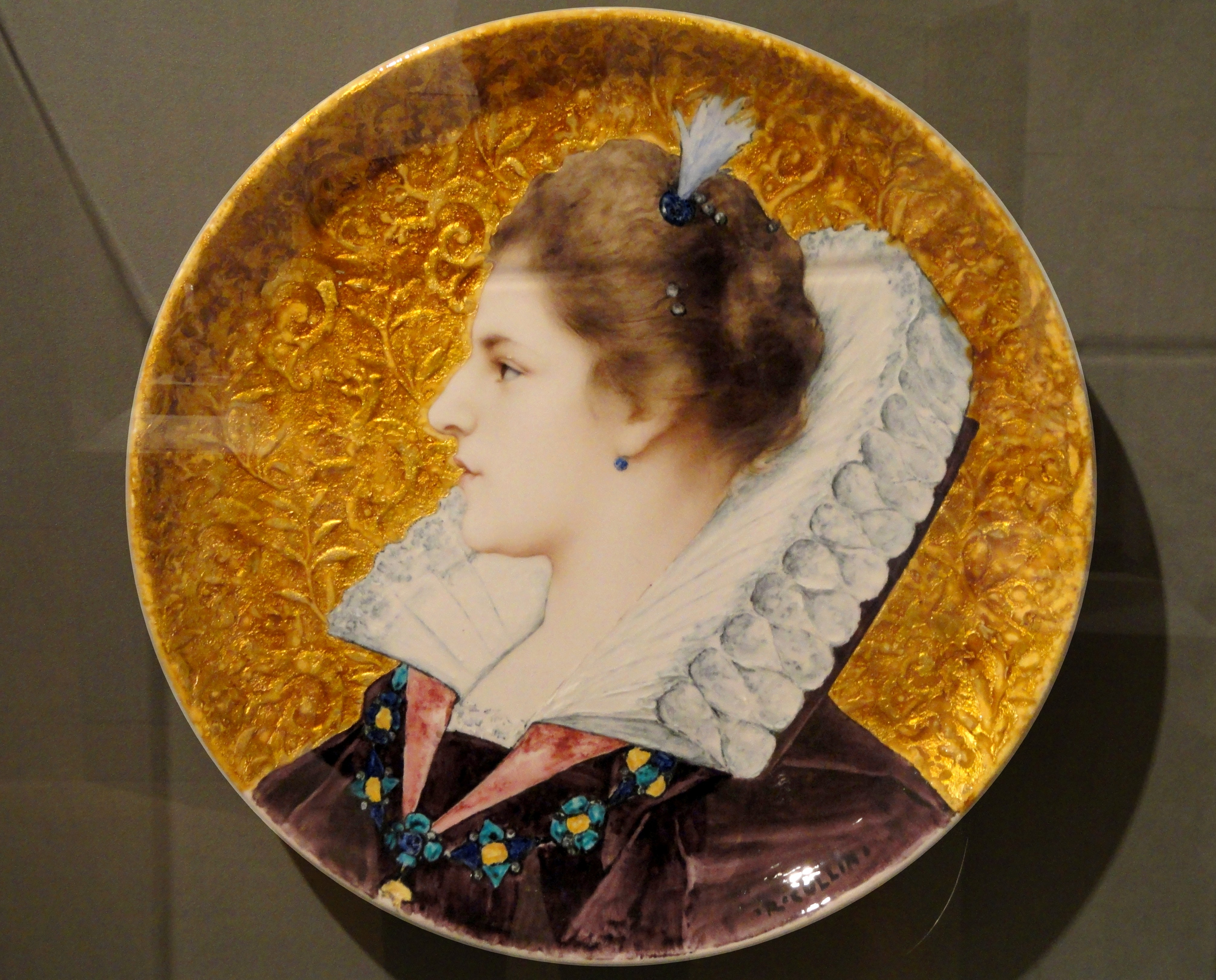
Cerámica de Deck, circa de 1880 Museo de Indianápolis.

Joseph Théodore Deck (Guebwiller, 2 de junio de 1823 - París, 15 de mayo de 1891) fue considerado uno de los mejores ceramistas franceses del siglo XIX. 
Nació en Guebwiller (Alto Rin, Francia) el 2 de junio de 1823, y ya con 20 años aprendió el oficio de alfarero, dedicándose a la producción y comercialización de estufas cerámicas, hasta que se trasladó a París en 1847.
En 1856 abrió su propio taller, y comenzó creando una cerámica de estilo islámico. En 1861 comienza a obtener los reconocimientos que le acompañaron durante toda su carrera, cuando presenta en el Salón de las Artes y las Industrias de París parte de su obra. En 1880 comenzó una serie de trabajos de influencia china, en 1887 publicó un tratado de cerámica y ese mismo año le llega uno de sus mayores reconocimientos, al ser nombrado director de la Manufacture nationale de Sèvres, uno de los más famosos fabricantes de porcelana de Europa, con sede en la ciudad de Sèvres.